# Rick Schofield
Richard John „Rick“ Schofield (* 23. April 1987 in Pickering, Ontario) ist ein kanadischer Eishockeyspieler, der zuletzt bis zum Ende der Saison 2024/25 bei der Düsseldorfer EG aus der Deutschen Eishockey Liga (DEL) unter Vertrag gestanden und dort auf der Position des Centers gespielt hat. Zuvor war Schofield unter anderem zehn Spielzeiten lang in der österreichischen Erste Bank Eishockey Liga (EBEL) bzw. ICE Hockey League aktiv und absolvierte dort 521 Partien.

## Karriere

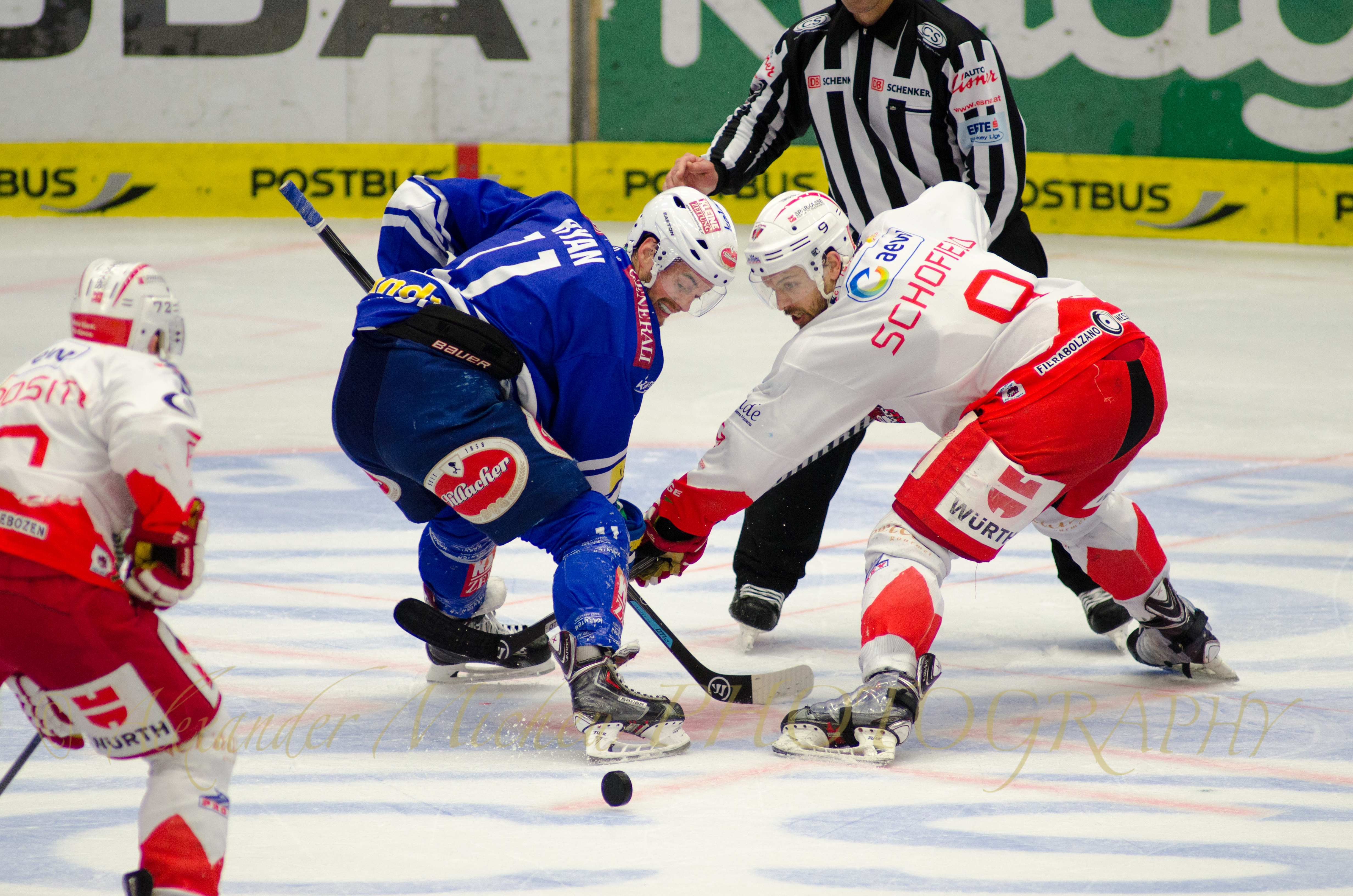
Schofield (rechts) im Trikot des EC VSV (2014)

Rick Schofield begann seine Karriere bei den Pickering Panthers in der Ontario Provincial Junior Hockey League (OPJHL). Danach spielte er für die Lake Superior State University im Spielbetrieb der  National Collegiate Athletic Association (NCAA) und kam zu 144 Einsätzen, bei denen er 104 Scorerpunkte sammelte. Dabei war er in der Saison 2008/09 zunächst Assistenzkapitän sowie von 2009 bis 2011 Kapitän der Mannschaft.
Nach Abschluss seines Studiums im Frühjahr 2011 wechselte der Stürmer als Free Agent in den Profibereich, als er einen Vertrag bei den Anaheim Ducks aus der National Hockey League (NHL) erhielt. Er wurde von den Ducks bei ihrem Farmteam, den Syracuse Crunch, in der American Hockey League (AHL) eingesetzt, mit denen er in der Saison 2011/12 – seiner ersten vollständigen – die Playoffs erreichte. Dort scheiterte das Team jedoch im Viertelfinale an den St. John’s IceCaps. Im Spieljahr 2012/13 erreichte er in Diensten des Ligakonkurrenten Rochester Americans erneut die Playoffs, wo die Amerks im Viertelfinale gegen die Toronto Marlies ausschieden.
Im Sommer 2013 wechselte Schofield nach Europa und heuerte beim italienischen Verein HC Bozen an. Mit dem Tiroler Klub gewann der Kanadier am Ende des Spieljahres 2013/14 den Titel der Erste Bank Eishockey Liga (EBEL). In der Folgesaison war er – wie bereits am College – Assistenzkapitän des HC Bozen. Diesmal schied der Verein nach Erreichen der Playoffs im Viertelfinale gegen den EHC Linz aus. Nach zwei Jahren in Bozen wechselte Schofield zur Saison 2015/16 innerhalb der EBEL zum EC VSV. Dort war er am Ende der Hauptrunde bester Torschütze des Vereins und lag ligaweit auf dem zehnten Platz. Für die folgende Saison wurde er vom Ligakonkurrenten EHC Linz verpflichtet, für den er insgesamt drei Jahre bis zum Frühjahr 2020 auflief. Anschließend folgte eine Saison beim EC Red Bull Salzburg, ehe er im Mai 2021 zum EC VSV zurückkehrte.
Nachdem sein Vertrag beim EC VSV nicht über den Sommer 2022 hinaus verlängert worden war, fand der Stürmer im Oktober desselben Jahres in den Nürnberg Ice Tigers aus der Deutschen Eishockey Liga (DEL) einen neuen Arbeitgeber, wodurch er erstmals nach neun Jahren wieder in einer anderen Liga aktiv war. Der Kanadier sammelte bei den Nürnbergern in 39 Saisonspielen insgesamt 26 Scorerpunkte. Dennoch trennten sich beide Parteien im Mai 2023 nach nur einer Saison. Schofield kehrte daraufhin in die ICE Hockey League zurück, wo er beim italienischen Teilnehmer HC Pustertal anheuerte. Im Juli 2024 wechselte der Kanadier erneut in die DEL, als er sich der Düsseldorfer EG anschloss. Aufgrund einer Verletzung kam er dort erst Ende Februar 2025 zu seinem Debüt. Am Ende der Saison 2024/25 stieg Schofield mit der DEG in die DEL2 ab.

## Erfolge und Auszeichnungen
- 2014 EBEL-Meister mit dem HC Bozen

## Karrierestatistik
Stand: Ende der Saison 2024/25
(Legende zur Spielerstatistik: Sp oder GP = absolvierte Spiele; T oder G = erzielte Tore; V oder A = erzielte Assists; Pkt oder Pts = erzielte Scorerpunkte; SM oder PIM = erhaltene Strafminuten; +/− = Plus/Minus-Bilanz; PP = erzielte Überzahltore; SH = erzielte Unterzahltore; GW = erzielte Siegtore; 1 Play-downs/Relegation; Kursiv: Statistik nicht vollständig)